# Arri

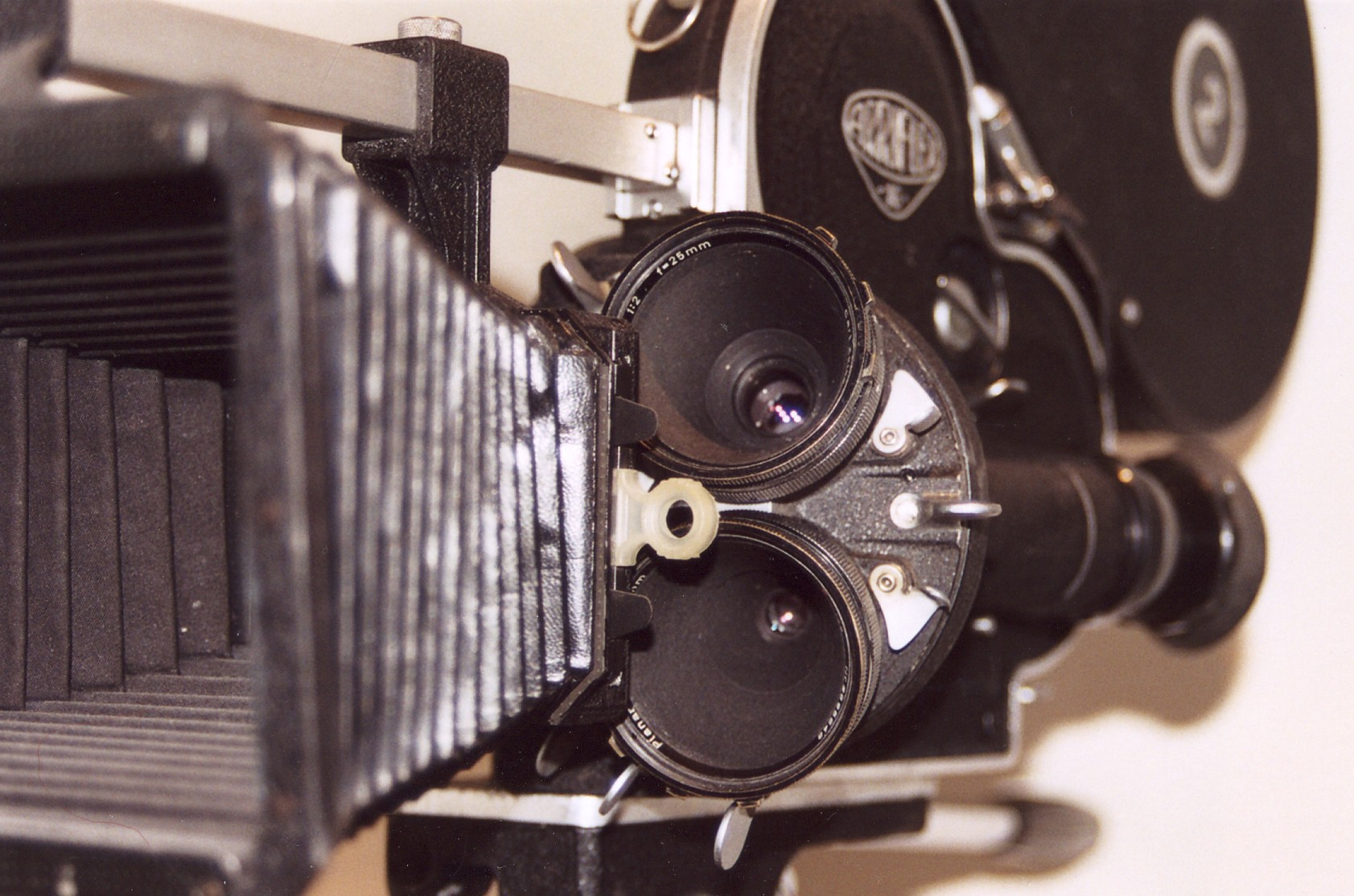
Arriflex 16 med bländskydd, 1972.

Arri är kortbeteckningen och firmamärket av företagsgruppen kring Arnold & Richter Cine Technik GmbH & Co. Betriebs KG., kort Arnold & Richter med säte i München. Företaget tillverkar framförallt filmkameror.
Arnold & Richter grundades den 12 september 1917 av August Arnold och Robert Richter. Båda var filmfotografer och tillverkade till en början all slags filmutrustning. År 1937 presenterade Arri världens första 35 mm filmkamera som innehöll roterande speglar, vilket gjorde det möjligt att se det exakta bildutsnittet i den optiska sökaren utan parallaxfel, ungefär som på en spegelreflex-stillbildkamera.
År 1951 kom Arri:s första 16mm filmkamera som arbetade med samma princip. Arriflex 16 skulle så småningom användas mycket inom journal-, forsknings- och naturfilm. Thor Heyerdahl hade en Arriflex 16 med sig på sina RA I och RA II-resor.
Många spelfilmsproduktioner har genomförts på Arriflex 35, även i Sverige. Sven Nykvist använde ofta Arriflex vid produktionen av Ingmar Bergmans filmer.
Sedan 2000-talet används digitala filmkameror alltmer i professionella sammanhang. Här har Arri utvecklad sin digitala HDTV-kamera med beteckningen D-20 som kom 2004. Arriflex D-21 kom 2008 och var en vidareutveckling av D-20. År 2010 kom den nya digitala plattformen ARRI ALEXA med flera varianter. År 2013 kom en uppgraderad version, ALEXA XT (Extended Technology). Alla ALEXA XT-modellerna har inbyggd inspelning för ARRIRAW & ProRes 4444 upp till 120 bps.
År 2015 utvecklade Curt O. Schaller tillsammans med ingenjören Roman Foltyn (artemis) Trinity-systemet. Det var världens första kamerastabiliseringssystem som kombinerade ett mekaniskt stabiliseringssystem med ett elektroniskt. I april 2016 gick han över med hela sin artemis-produktportfölj från Sachtler / Vitec Videocom till ARRI. År 2025 tilldelades Curt O. Schaller en Oscar, Academy Scientific and Engineering Award, för koncept, design och utveckling av Trinity-2-systemet.
I Arris produktsortiment finns även tillbehör för de flesta kameror på marknaden, objektiv, samt belysning.